# Yang Hao
Yang Hao (chinês tradicional: 楊昊; Dalian, 21 de março de 1980) é uma jogadora de voleibol chinesa, duas vezes medalhista em Jogos Olímpicos.
Yang participou dos Jogos Olímpicos de 2004, em Atenas, onde conquistou a medalha de ouro com a seleção chinesa em sua primeira aparição em Olimpíadas. Quatro anos depois esteve competindo em casa, nos Jogos de Pequim, onde obteve uma nova medalha olímpica, dessa vez de bronze.